# تصنيف مرض الإيدز بالنسبة لوكالة مركز مكافحة الأمراض
تصنيف مرض الإيدز بالنسبة لوكالة مركز مكافحة الأمراض(بالإنجليزية: CDC classification system for HIV infection)‏ هو التصنيف الرسمي لمركز مكافحة الأمراض والوقاية منها الأمريكية والتي تقوم بتجديد تقاريرها سنويا .و يوجد تعريفان لمرض الإيدز قامت وكالة مراكز مكافحة الأمراض والوقاية منها (CDC) بوضعهما. يشير التعريف الأقدم منهما إلى الإيدز بشكل يعتمد على استخدام الأمراض المرتبطة به، مثل مرض اعتلال العقد الليمفاوية، وهو المرض الذي أخذ عنه مكتشفو فيروس HIV اسم الفيروس الجديد في بادئ الأمر. وفي عام 1993، قامت وكالة مراكز مكافحة الأمراض والوقاية منها بتوسيع نطاق تعريفها لمرض الإيدز ليشمل هؤلاء الذين يحملون عينة إيجابية من فيروس HIV مع انخفاض عدد الخلايا الليمفاوية التائية CD4+ عن مائتي خلية لكل ميليلتر من الدم أو أن تمثل نسبتها أربعة عشر بالمائة من كل الخلايا الليمفاوية. ويشار إلى أن غالبية حالات الإصابة الجديدة بمرض الإيدز في الدول المتقدمة يتم تشخيصها من منطلق هذا التعريف أو على ضوء التعريف الذي وضعته وكالة مراكز مكافحة الأمراض والوقاية منها قبل عام 1993. هذا ويظل تشخيص وجود حالة الإيدز قائمًا، حتى ولو ازداد عدد الخلايا الليمفاوية التائية CD4+ - بعد تناول الوسائل العلاجية الفاعلة - لما يزيد عن مائتي خلية لكل ميليلتر من الدم أو تم علاج أمراض أخرى تعد من علامات الإصابة بمرض الإيدز.